# Xavier Salvatella
Xavier Salvatella (Barcelona, 1972) és professor d'investigació ICREA a l'Institut de Recerca Biomèdica (IRB Barcelona).
Nascut el 1972 a Barcelona, Espanya, Xavier Salvatella és llicenciat i doctor en Ciències Químiques per la Universitat de Barcelona i màster per la Universitat de Londres. Va treballar amb Michele Vendruscolo i Christopher Dobson al Departament de Química de la Universitat de Cambridge (Regne Unit), i des de juliol de 2008 és Investigador ICREA a l'IRB Barcelona.
La recerca del Dr. Salvatella es troba entre els camps de la química i la biologia, i s'ha centrat a comprendre com l'estructura i la dinàmica de les macromolècules biològiques estan relacionades amb les malalties. Per abordar aquesta qüestió, Salvatella desenvolupa nous mètodes per estudiar la forma que adopten les proteïnes i resoldre simultàniament tant l'estructura com el seu moviment en una àmplia gama d'escales temporals. Ha estat premiat per dur a terme un projecte finançat pel Consell Europeu de Recerca, el principal òrgan europeu de finançament de la recerca d'excel·lència.